# Rhamdia xetequepeque
Rhamdia xetequepeque är en fiskart som beskrevs av Silfvergrip, 1996. Rhamdia xetequepeque ingår i släktet Rhamdia och familjen Heptapteridae. Inga underarter finns listade i Catalogue of Life.